# Seznam bosansko-hercegovskih tenisačev
Seznam bosansko-hercegovskih tenisačev.

## B
- Mirza Bašić
- Nefisa Berberović
- Tomislav Brkić

## D
- Amer Delić
- Damir Džumhur

## F
- Nerman Fatić

## H
- Dea Herdželaš

## G
- Ismar Gorčić

## J
- Mervana Jugić-Salkić

## K
- Zlatan Kadrić

## M
- Aleksandar Marić
- Siniša Marković
- Sandra Martinović

## Š
- Aldin Šetkić

## T
- Jasmina Tinjić

## W
- Anita Wagner